# 금천로 (문경시)
금천로(Geumcheon-ro)는 경상북도 문경시 산양면 불암리 불암삼거리와 동로면 석항리 적성교를 잇는 경상북도의 도로이다. 금천 하천을 따라 도로가 이어지기 때문에 이러한 명칭이 붙었으며, 전 구간 국도 제59호선에 속한다.

## 연혁
- 2009년 7월 10일 : 2개 이상 시·도에 걸쳐 있는 도로로 금천로를 고시[1]
- 2013년 7월 3일 : 벌재생태통로 준공[2]

## 주요 경유지
경상북도
- 문경시 (산양면 · 산북면 · 동로면)

## 노선
| 이름              | 접속 노선                     | 소재지 | 소재지 | 비고                                       |
| ----------------- | ----------------------------- | ------ | ------ | ------------------------------------------ |
| 불암삼거리        | 국도 제59호선 (산양로)        | 문경시 | 산양면 | 국도 제59호선 구간                         |
| 봉정삼거리        | 지방도 제923호선 (추산로)     | 문경시 | 산양면 | 국도 제59호선 구간 지방도 제923호선 구간   |
| 대상삼거리        | 강동로                        | 문경시 | 산북면 | 국도 제59호선 구간 지방도 제923호선 구간   |
| (대하2리)         | 지방도 제923호선 (운달로)     | 문경시 | 산북면 | 국도 제59호선 구간 지방도 제923호선 구간   |
| 영각교            |                               | 문경시 | 산북면 | 국도 제59호선 구간                         |
| 경천댐 신수평교   |                               | 문경시 | 동로면 | 국도 제59호선 구간                         |
| 신수평교          |                               | 문경시 | 동로면 | 국도 제59호선 구간                         |
| 수평삼거리        | 지방도 제928호선 (용문경천로) | 문경시 | 동로면 | 국도 제59호선 구간                         |
| 허궁다리 서단     | 지방도 제901호선 (석항명봉로) | 문경시 | 동로면 | 국도 제59호선 구간 지방도 제901호선 구간   |
| 노은삼거리        | 노은1길                       | 문경시 | 동로면 | 국도 제59호선 구간 지방도 제901호선 구간   |
| 동로교            |                               | 문경시 | 동로면 | 국도 제59호선 구간 지방도 제901호선 구간   |
| 적성삼거리        | 지방도 제901호선 (여우목로)   | 문경시 | 동로면 | 국도 제59호선 구간 지방도 제901호선 구간   |
| 벌재생태통로      |                               | 문경시 | 동로면 | 국도 제59호선 구간 벌재 해발 625m 연장 52m |
| 적성교            |                               | 문경시 | 동로면 | 국도 제59호선 구간                         |
| 선암계곡로와 직결 |                               |        |        |                                            |

## 주요 건물 및 시설
- 근암서원 (경상북도 문경시 산북면 금천로 351-5)
- 산북초등학교 (경상북도 문경시 산북면 금천로 553-12)
- 산북중학교 (경상북도 문경시 산북면 금천로 560)
- 산북파출소 (경상북도 문경시 산북면 금천로 580)
- 산북면 행정복지센터 (경상북도 문경시 산북면 금천로 586)
- 문경산북우체국 (경상북도 문경시 산북면 금천로 587)
- 대하1리마을회관 (경상북도 문경시 산북면 금천로 658)
- 문경 장수 황씨 종택 (경상북도 문경시 산북면 금천로 671)
- LG디스플레이 문경힐링센터 (구 수평초등학교, 경상북도 문경시 동로면 금천로 1859)
- 수평1리마을회관 (경상북도 문경시 동로면 금천로 1888)
- 간송2리마을회관 (경상북도 문경시 동로면 금천로 2249)